# Gambera jezik
Gambera jezik (ISO 639-3: gma; gamberre, gambre, gamgre, guwan, kambera), donedavno živi jezik koji se goorio u Zapadnoj Australiji na Admiralty Gulfu; 6 govornika (1981 Wurm and Hattori). Pripadao je uz još šest jezika porodici worora.

## Vanjske poveznice
- Ethnologue (14th)
- Ethnologue (15th)